# الكمان المكسور (فلم)
الكمان المكسور (بالإنجليزية: The Broken Violin)، هُو فيلم صامت أمريكي صدر سنة 1928 وأخرجه أوسكار ميشو.

## وصلات خارجية
- الكمان المكسور في قاعدة بيانات الأفلام على الإنترنت